# 伊马塔·卡布阿
伊馬塔·卡布阿（英語：Imata Jabro Kabua；1943年5月20日—2019年9月18日），馬紹爾群島前總統，開國總統阿馬塔·卡布阿堂弟，總統戴維·卡布阿的叔叔。

## 生平
伊馬塔·卡布阿早年在美國接受教育。1996年，他的堂兄、馬紹爾群島總統阿馬塔·卡布阿在任內去世，他接替堂兄當選馬紹爾群島議會誇賈林環礁的議員。並於1997年1月補選為馬紹爾群島總統。2000年1月10日，伊馬塔·卡布阿任滿離職。
伊馬塔就任總統後，一改以往堂兄阿馬塔·卡布阿以及庫尼奧·萊馬雷對中華人民共和國友好的政策，他在任內與中華人民共和國斷交，當時是1998年11月20日，馬紹爾群島改為承認中華民國，然後同年12月11日與中華人民共和國斷交。
2019年9月18日，伊馬塔·卡布阿在美國夏威夷州火奴魯魯去世。其遺體從美國運回馬紹爾群島，先於9月28日下午一點正以基督教儀式舉行告別禮拜，再於同年10月1日正午12點出殯，同日下葬，其家族全員出席，包括他的侄子，第9任總統戴維·卡布阿，政府要員也有出席，包括時任總統希爾達·海因博士。